# Primus
Primus es una banda estadounidense de funk metal creada en San Francisco, California, en 1984, y actualmente compuesta por el bajista/vocalista Les Claypool y el guitarrista Larry Ler LaLonde. Primus originalmente se formó en 1984 con Claypool y el guitarrista Todd Huth, a quienes luego se les unió Jay Lane, pero estos últimos dos abandonaron la banda en 1988. Junto con LaLonde y Tim Alexander, Primus grabó un álbum en vivo titulado Suck on This en 1989, seguido de cuatro álbumes de estudio: Frizzle Fry, Sailing the Seas of Cheese, Pork Soda y Tales from the Punchbowl. Alexander dejó la banda en 1996, siendo reemplazado por Bryan "Brain" Mantia. Junto a él, Primus fue el grupo encargado de la grabación de la canción original de la serie televisiva South Park y además dos nuevos álbumes, Brown Album y Antipop, antes de declarar un hiato en el año 2000.
En 2003, Claypool y LaLonde se reunieron nuevamente con Alexander y lanzaron el DVD/EP, Animals Should Not Try to Act Like People. En 2010 Lane se unió nuevamente a Primus, remplazando a Alexander. Con él la banda lanzó su octavo álbum, Green Naugahyde, en 2011. En 2013 Lane dejó la banda para enfocarse en otros proyectos y Alexander se unió por tercera vez a la agrupación. En cuanto a su estilo musical, Primus se caracteriza por su irreverencia, marcada por letras ficticias y surrealistas ilustraciones de portada. Robert Christgau afirmó en una ocasión: "Primus es seguramente una de las 10 bandas más extrañas de todos los tiempos, bien por ellos".

## Historia

### Inicios yFrizzle Fry(1984–90)
Primus se inició en El Sobrante, California en 1984 bajo el nombre de Primate, con el cantante y bajista Les Claypool y el guitarrista Todd Huth. El dúo inicialmente tuvo problemas para contratar a un baterista, hasta que Vince "Perm" Parker, amigo de Claypool, regresó a casa después de su experiencia en el ejército y se unió a la banda para grabar el primer demo, financiado por el propio Claypool después de vender su auto. La banda cambió su nombre a Primus cuando una agrupación llamada The Primates trató de iniciar acciones legales por la similitud de los nombres. Parker dejó prontamente la banda y se unieron algunos bateristas hasta la llegada de Tim "Curveball" Wright en 1986. Después de lograr reputación en clubes de California con su sonido funk metal, Wright abandonó a Primus en 1988 y fue reemplazado por Jay Lane.
Después de grabar otro demo titulado Sausage, Lane dejó Primus a finales de 1988 para concentrarse en otra banda llamada Freaky Executives. Huth también abandonó la formación poco tiempo después, deseando pasar más tiempo con su familia. En 1987, Primus pasó a un segundo plano cuando Claypool se integró nuevamente a su primera banda, Blind Illusion, que en ese momento contaba entre sus filas al estudiante de Joe Satriani y guitarrista de Possessed, Larry "Ler" LaLonde. Claypool convenció a LaLonde para que se uniera a Primus junto al baterista Tim "Herb" Alexander. El trío grabó el álbum Suck on This (1989), una producción en vivo financiada por un préstamo del padre de Claypool.
En 1990 la banda lanzó su primer álbum de estudio, Frizzle Fry, y publicó los sencillos "John the Fisherman" y "Too Many Puppies". Con un vídeoclip en el que aparecía el guitarrista Kirk Hammett, un álbum de estudio y una gira compartiendo escenario con la banda Jane's Addiction, la popularidad de Primus empezó a crecer gradualmente, captando la atención de la discográfica Interscope Records en 1990.

### Seas of Cheese,Pork SodayTales from the Punchbowl(1991–96)
Después de haber firmado un contrato con Interscope, la banda lanza Sailing the Seas of Cheese en 1991, con los sencillos "Jerry Was a Race Car Driver" y "Tommy the Cat" como soporte del mismo y logrando difusión en la cadena MTV. Fue publicado un tercer sencillo, "Those Damned Blue Collar Tweekers", aunque no se realizó un vídeoclip para la canción. Sailing the Seas of Cheese eventualmente se convirtió en disco de oro, llevando a la agrupación a compartir escenario con bandas de renombre internacional como Rush, U2, Anthrax, Public Enemy y Fishbone.
Después del lanzamiento de Sailing the Seas of Cheese, en 1992 fue publicado un EP titulado Miscellaneous Debris con una versión de la canción "Making Plans for Nigel" de XTC. La canción se ubicó en la posición n.º 30 de la lista de éxitos Modern Rock Tracks de la revista Billboard.
En 1993 Primus publicó el álbum Pork Soda, disco que debutó en la posición n.º 7 en el Top 10 de Billboard. La temática del álbum era mucho más sombría que la de las producciones anteriores de la banda, con líricas sobre el suicidio, el asesinato y la alienación. "My Name Is Mud", "DMV" y "Mr. Krinkle" fueron publicadas como sencillos. El éxito obtenido con Pork Soda llevó a la banda a encabezar el festival Lollapalooza de 1993 y a participar en Woodstock '94. Al interpretar la canción "My Name Is Mud", la audiencia empezó a arrojar lodo al escenario. Tras un minuto aproximadamente de estar tocando la canción la agrupación se detuvo. Claypool se dirigió a la audiencia, comentando: "... la canción se llama "My Name Is Mud" ("Mi nombre es lodo"), pero guarden el lodo para ustedes..."
En 1994, una de las primeras alineaciones de Primus, conformada por Claypool, Huth y Lane se reunió temporalmente para grabar el álbum Riddles Are Abound Tonight bajo el nombre Sausage. En 1995 Primus publicó su quinto trabajo discográfico, Tales from the Punchbowl. El álbum contiene el sencillo más exitoso de la banda hasta la fecha, "Wynona's Big Brown Beaver". La canción fue acompañada por un vídeo musical altamente publicado en MTV. La agrupación fue invitada a tocar en los programas de televisión Late Show with David Letterman y Late Night with Conan O'Brien. En el programa de David Letterman, los miembros de Primus aparecieron vestidos con trajes de pingüino. Dos sencillos menos exitosos, "Mrs. Blaileen" y "Southbound Pachyderm" también fueron publicados. En 1996 Claypool publicó su primer álbum como solista, titulado Highball with the Devil.

### Brown AlbumyAntipop(1997–2002)

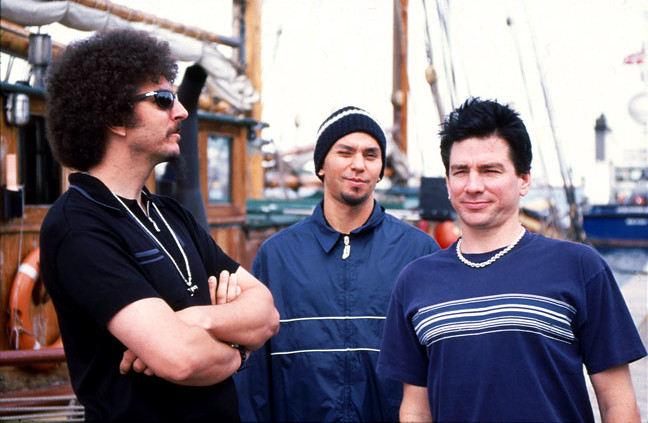
Claypool, Mantia y LaLonde en Copenhague en 1998.

Alexander abandonó la formación y fue reemplazado por Bryan "Brain" Mantia de las bandas Limbomaniacs y Praxis. Claypool afirmó que la salida de Herb era similar a un matrimonio que iba debilitándose hasta concluir." Con Mantia en la formación, Primus compuso en 1996 la canción para la serie de televisión South Park y aportó la canción "Mephisto and Kevin" para el álbum Chef Aid: The South Park Album, basado en la misma serie.
Una nueva producción discográfica titulada Brown Album fue publicada en 1997, apoyada por los sencillos "Shake Hands with Beef" y "Over the Falls". En 1998 la banda se embarcó en una gira junto a The Aquabats, Long Beach Dub Allstars y Blink 182. A finales de 1998 la agrupación publicó un EP titulado Rhinoplasty. El disco contenía algunas versiones de canciones de bandas como XTC, The Police y Peter Gabriel.
Antipop fue publicado en 1999, contando con colaboraciones estelares de James Hetfield de Metallica, Tom Morello de Rage Against the Machine y Audioslave, Matt Stone de South Park, Stewart Copeland de The Police, Jim Martin de Faith No More y Fred Durst de Limp Bizkit. Mientras producía la canción "Lacquer Head", Durst aconsejó a los músicos de Primus para que le dieran un sonido más agresivo a Antipop. Algunos críticos relacionan el sonido que finalmente la banda adoptó para el álbum con el nu metal, género que empezó a hacerse popular en esa época con agrupaciones como Korn, Slipknot y los mismos Limp Bizkit. La agrupación hizo parte del festival Ozzfest promocionando el nuevo disco. Se grabó un vídeoclip para la canción "Lacquer Head", el cual fue censurado en MTV debido a sus claras referencias al uso de drogas.
En el año 2000 la banda realizó una versión de la canción "N.I.B." de Black Sabbath con Ozzy Osbourne como cantante. Dicha canción fue incluida originalmente en el álbum tributo Nativity in Black II: A Tribute to Black Sabbath y en el 2005 fue incluida en el recopilatorio Prince of Darkness de Osbourne.

Debido a ciertas tensiones internas entre sus músicos, la banda cesó actividades entre 2000 y 2003. Claypool declaró lo siguiente al respecto: 
"El final de la década de 1990 no fue feliz en el seno de Primus. Tuve un bloqueo creativo que no nos permitía seguir adelante, sumado a algunas cuestiones personales. Había que parar. Siempre me preguntaba, "¿hasta dónde llegará Primus?" Y siempre dije, "dejaré de hacerlo cuando ya no sea divertido". Y ya no era divertido en muchos niveles".
Durante este hiato, Alexander grabó dos álbumes con la banda Laundry y colaboró con Blue Man Group, A Perfect Circle y Born Naked. Claypool hizo parte de un proyecto llamado Oysterhead con Trey Anastasio de Phish y Stewart Copeland de The Police y formó la banda Colonel Les Claypool's Fearless Flying Frog Brigade con Huth y Lane. También participó en un proyecto llamado Colonel Claypool's Bucket of Bernie Brains con los músicos Buckethead y Bernie Worrell.

### Reunión (2003–2009)
A finales de 2003 la banda se reunió con Tim Alexander en la batería para grabar un EP de cinco canciones. El resultado fue el DVD/EP Animals Should Not Try to Act Like People. Tras su lanzamiento la agrupación se embarcó en una gira donde tocaron los álbumes Sailing the Seas of Cheese y Frizzle Fry en su totalidad. De estas presentaciones fue extraído el álbum en vivo Hallucino-Genetics: Live 2004. En 2005 la banda se presentó en los festivales Lollapalooza y Vegoose.
El 17 de octubre de 2006 salió al mercado el compilado They Can't All Be Zingers junto al tercer DVD de la banda, Blame it on the Fish: an Abstract Look at the 2003 Primus Tour de Fromage, dirigido por Matthew J. Powers. En 2008 se presentaron en varios festivales como Rothbury en Míchigan, Ottawa Blues Fest, Quebec City Summer y Outside Lands en San Francisco. El 24 de noviembre de 2009 la discográfica Prawn Song publicó nuevamente el álbum debut de la agrupación, Frizzle Fry, en formato de disco de vinilo.

### Green Naugahyde(2010–13)

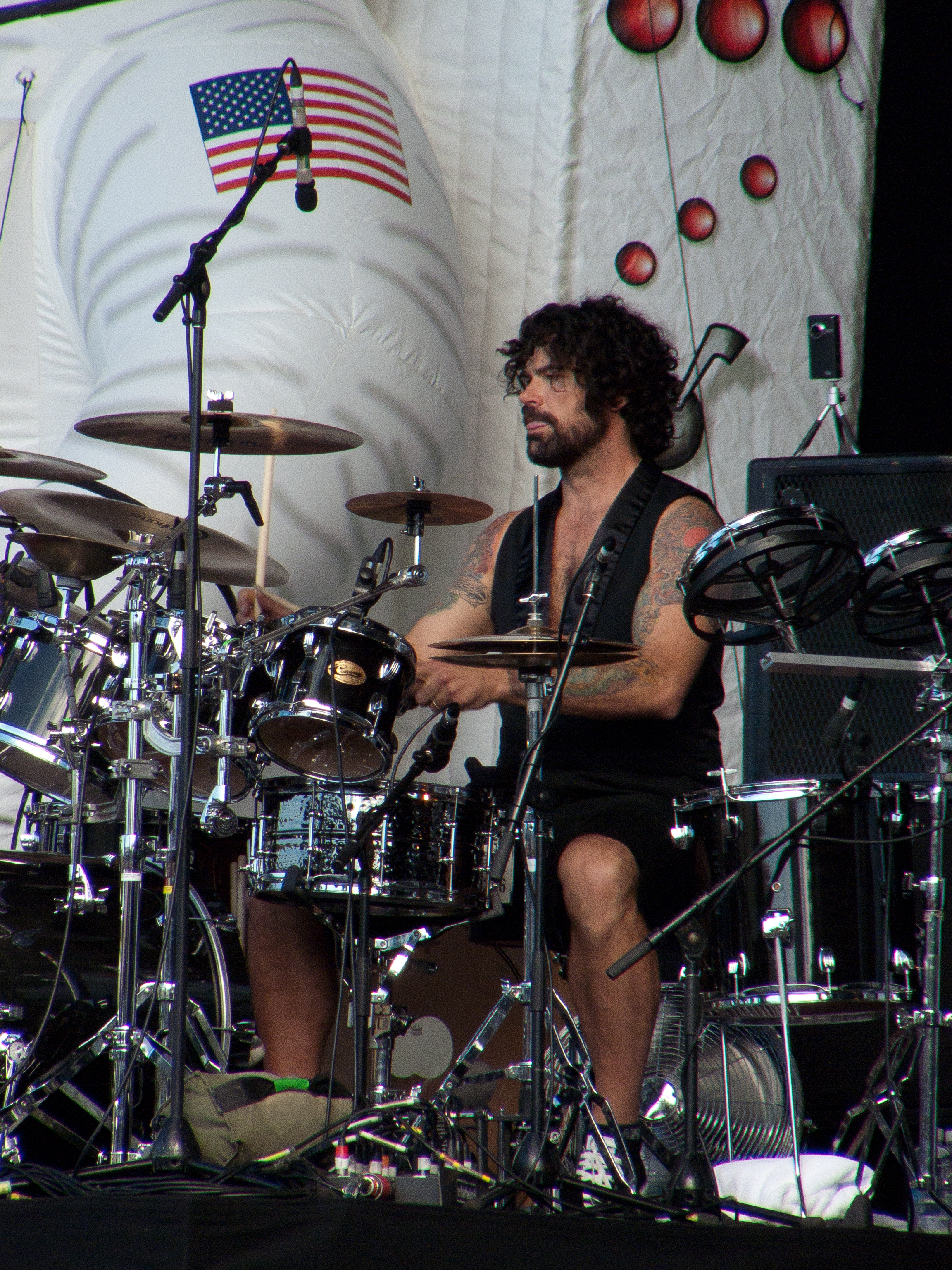
Jay Lane con Primus en Brisbane, Australia, en 2011.

El 18 de marzo de 2010 fue anunciado en la página oficial del músico Phil Lesh que el baterista Jay Lane abandonaría la banda Furthur para unirse de nuevo a Primus. El 3 de mayo del mismo año Primus anunció una nueva gira con Gogol Bordello, Wolfmother y The Dead Kenny G's.
El 5 de agosto de 2010 la agrupación publicó el EP June 2010 Rehearsal, disponible para descarga gratuita en su sitio web. El disco consistía de nuevas grabaciones de canciones clásicas de Primus con Jay Lane en la batería. La canción "Jerry Was a Race Car Driver" fue incluida en el videojuego Rock Band 3, publicado el 26 de octubre de 2010.
El séptimo álbum de estudio de Primus, Green Naugahyde, fue publicado el 12 de septiembre de 2011 en Europa y el día siguiente en los Estados Unidos. Fueron publicados tres vídeoclips para promocionar el disco: "Tragedy's a' comin'", "Lee Van Cleef" y "Jilly's on Smack". Primus siguió girando en 2011, tocando en el Festival de Bonnaroo y en otros eventos tanto en Europa como en Norteamérica antes de embarcarse en una nueva gira mundial para promocionar el disco Green Naugahyde.
A finales de 2012 la banda realizó por primera vez un concierto en formato 3D. Cada espectáculo contaba con sonido cuadrafónico y efectos visuales en 3D. En marzo de 2013 la agrupación tocó por primera vez en México.

### Electric Grapevineythe Chocolate Factory(2013–2016)
En septiembre de 2013 Claypool informó la salida de Lane para enfocarse en la banda RatDog con el guitarrista Bob Weir. Tim Alexander regresó a la banda para tomar su lugar. El primer recital oficial de Primus desde el regreso de Alexander se presentó en la Nochevieja del año 2013 en Oakland. Tiempo después la agrupación anunció que el lanzamiento del álbum Primus & the Chocolate Factory with the Fungi Ensemble se produciría el 21 de octubre de 2014.
El 16 de septiembre de 2014 fue publicado un libro biográfico de la banda titulado Primus, Over the Electric Grapevine: Insight into Primus and the World of Les Claypool, escrito por el periodista Greg Prato con la colaboración de los propios músicos de Primus. El libro contiene información relevante en la carrera de la banda y entrevistas con personalidades como Geddy Lee, Tom Waits, Tom Morello, Kirk Hammett, Stewart Copeland, Trey Anastasio y Matt Stone, entre otros.
En octubre de 2015 la banda publicó el vídeoclip de la canción "Candyman" del álbum Primus & the Chocolate Factory with the Fungi Ensemble. Un año después la agrupación se presentó en el festival Desert Daze en Joshua Tree, California.

### The Desaturating Seven(2017-presente)
El 31 de julio de 2017 Primus anunció el lanzamiento de su noveno álbum de estudio, titulado The Desaturating Seven, seguido de una gira por los Estados Unidos. El mismo día fue publicado el sencillo "The Seven". El álbum está inspirado en un libro infantil llamado The Rainbow Goblins, escrito por el autor italiano Ul de Rico, el cual Les Claypool solía leer en su juventud. El álbum fue publicado el 29 de septiembre de 2017.

## Estilo musical, legado e influencias

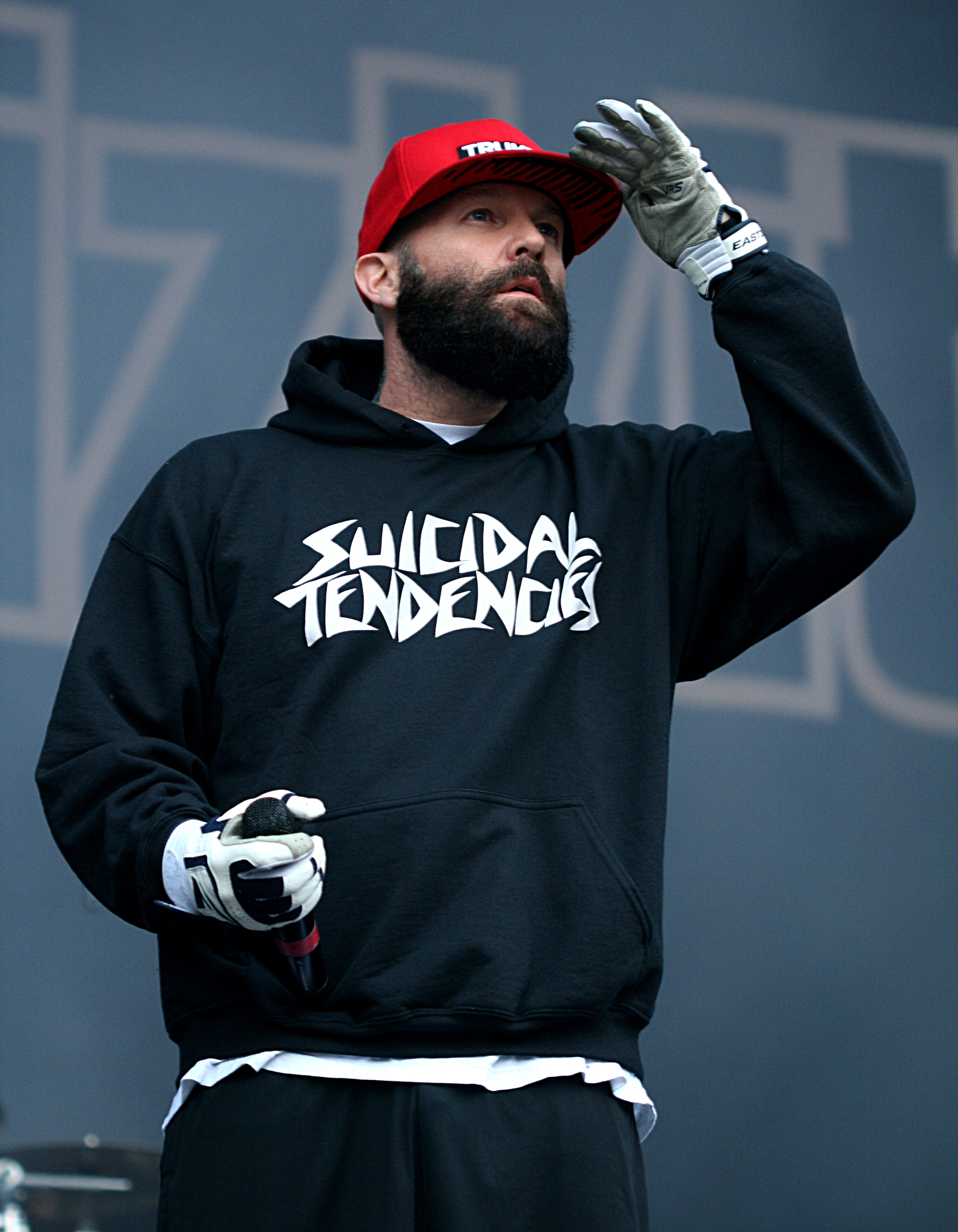
Fred Durst, cantante de Limp Bizkit, ha afirmado en varias oportunidades que Primus fue una de sus influencias.

Claypool y LaLonde estuvieron envueltos inicialmente en la escena californiana del thrash metal. Incluso el propio LaLonde hizo parte de la banda de Possessed. Kirk Hammett, guitarrista de la banda de thrash metal Metallica, en una entrevista en 1991 expresó su admiración por Primus, destacando lo novedoso de su estilo y comparándolos con su propia banda cuando en su momento crearon un nuevo sonido. La música de Primus ha sido descrita como rock alternativo, metal alternativo, rock experimental, funk metal, rock progresivo, y thrash-funk. Sobre el género de la banda, Claypool afirmó: "Hemos sido llamados especialmente una banda de funk metal. Supongo que la gente simplemente debe categorizarte". MTV ha sugerido que Primus es "una banda de post-punk con similitudes con Rush más la sensibilidad y el humor de Frank Zappa". Les Claypool ha descrito la música de Primus como "polca psicodélico".
Primus es la única banda en el mundo dueña de su propio estándar de etiquetas ID3, titulado "Primus" e introducido por Winamp. Las principales influencias de la banda fueron King Crimson, The Residents, Rush, Frank Zappa, Pink Floyd y Red Hot Chili Peppers (faceta con Hillel Slovak).
La agrupación fue una influencia para el movimiento nu metal, especialmente para las bandas Deftones, Korn, Limp Bizkit, Incubus y Pleymo. Fred Durst, líder de Limp Bizkit, afirmó en 1999: "Me encanta Primus. Siempre serán la banda más innovadora. Si la escuchan, lo entenderán." Los músicos de la banda británica Muse también han afirmado que Primus fue una de sus principales influencias.

## Integrantes

### Actuales
- Les Claypool – voz, bajo (1984–2000, 2003–presente)
- Larry "Ler" LaLonde – guitarra (1989–2000, 2003–presente)
- Tim "Herb" Alexander – batería (1989–96, 2003–10, 2013–2024)

### Anteriores
- Todd Huth – guitarra (1984–89)
- Vince "Perm" Parker – batería (1984)
- Peter Libby – batería (1984–85)
- Robbie Bean – batería (1985–86)
- Tim "Curveball" Wright – batería (1986–88)
- Jay Lane – batería (1988–89, 2010–13)
- Bryan "Brain" Mantia – batería (1996–2000)

### Músicos de gira anteriores
- Buckethead – guitarra (1999)
- Danny Carey – batería (2014)

## Discografía

### Álbumes de estudio
- Frizzle Fry (1990)
- Sailing the Seas of Cheese (1991)
- Pork Soda (1993)
- Tales from the Punchbowl (1995)
- Brown Album (1997)
- Antipop (1999)
- Green Naugahyde (2011)
- Primus & the Chocolate Factory with the Fungi Ensemble (2014)
- The Desaturating Seven (2017)